# ونسفرد (كامبريدجشير)
ونسفرد (بالإنجليزية: Wansford, Cambridgeshire)‏ هي قرية و أبرشية مدنية تقع في المملكة المتحدة في إنجلترا.

## أعلام
- يوجين يبينسكي